# جيليان ألين
جيليان ألين (بالإنجليزية: Jillian Alleyne) مواليد 16 أغسطس 1994 في فونتانا، هي لاعبة كرة سلة أمريكية. بدأت مسيرتها الاحترافية في سنة 2017. تم اختيارها من قبل فريق فينيكس ميركوري خلال الدرافت وتلعب معه في دوري الاتحاد الوطني لكرة السلة النسائية. وتحمل الرقم 9. يبلغ طولها 6 قدم 3 بوصة (1.9 م). لعبت كرة السلة الجامعية في جامعة أوريغون.